# Benassal
Benassal (spanisch Benasal) ist eine Gemeinde (municipio) in Ostspanien, nahe der Costa del Azahar, an der nördlichen Grenze der Provinz Castellón. Benassal hat 1.052 Einwohner (Stand: 2024).

## Lage
Benassal liegt etwa 48 Kilometer nordnordwestlich von Castellón de la Plana und etwa 88 Kilometer nördlich von Valencia in einer Höhe von ca. 830 m.

## Spanischer Bürgerkrieg
Eine Staffel mit Junkers Ju 87 wollte erproben, ob die Sturzkampfbomber auch 500 Kilo-Bomben, dem Doppelten des normalen Gewichts, tragen und abwerfen könnten. Dazu konnten die Maschinen nicht vollständig betankt werden. Benassal wurde als eines von vier kleinen und ungeschützten Dörfern in der Nähe der Luftwaffenbasis ohne einen Zusammenhang mit dem Frontgeschehen als Übungsziele ausgewählt. Zahlreiche Menschen starben durch einen ohne Vorwarnung ausgeführten Bombenabwurf. Weitere Übungsziele waren Albocàsser, Ares del Maestre und Vilar de Canes.

## Bevölkerungsentwicklung
| Jahr      | 1900 | 1950 | 1970 | 1981 | 1991 | 2001 | 2011 | 2021 |
| Einwohner | 2926 | 2209 | 1771 | 1581 | 1458 | 1374 | 1223 | 1056 |

## Sehenswürdigkeiten
- Burgruine von Corbó (auch: Castell dels Corbons)
- Kirche Mariä Himmelfahrt (Iglesia de la Asunción de la Virgen)
- Magdalenkapelle
- Christopheruskapelle
- Liboriuskapelle
- Kalvarienkapelle
- Rochuskapelle

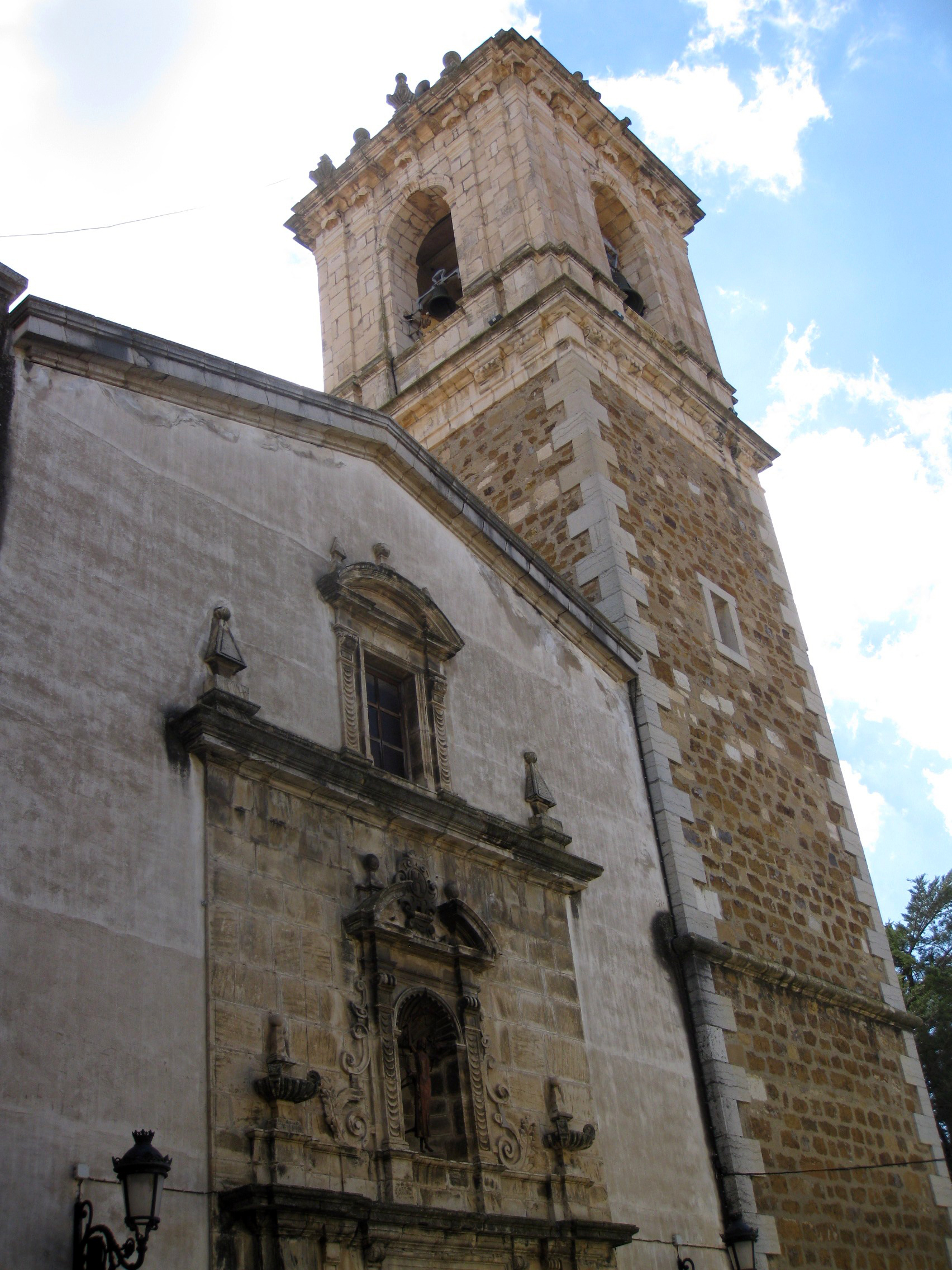
Kirche Mariä Himmelfahrt
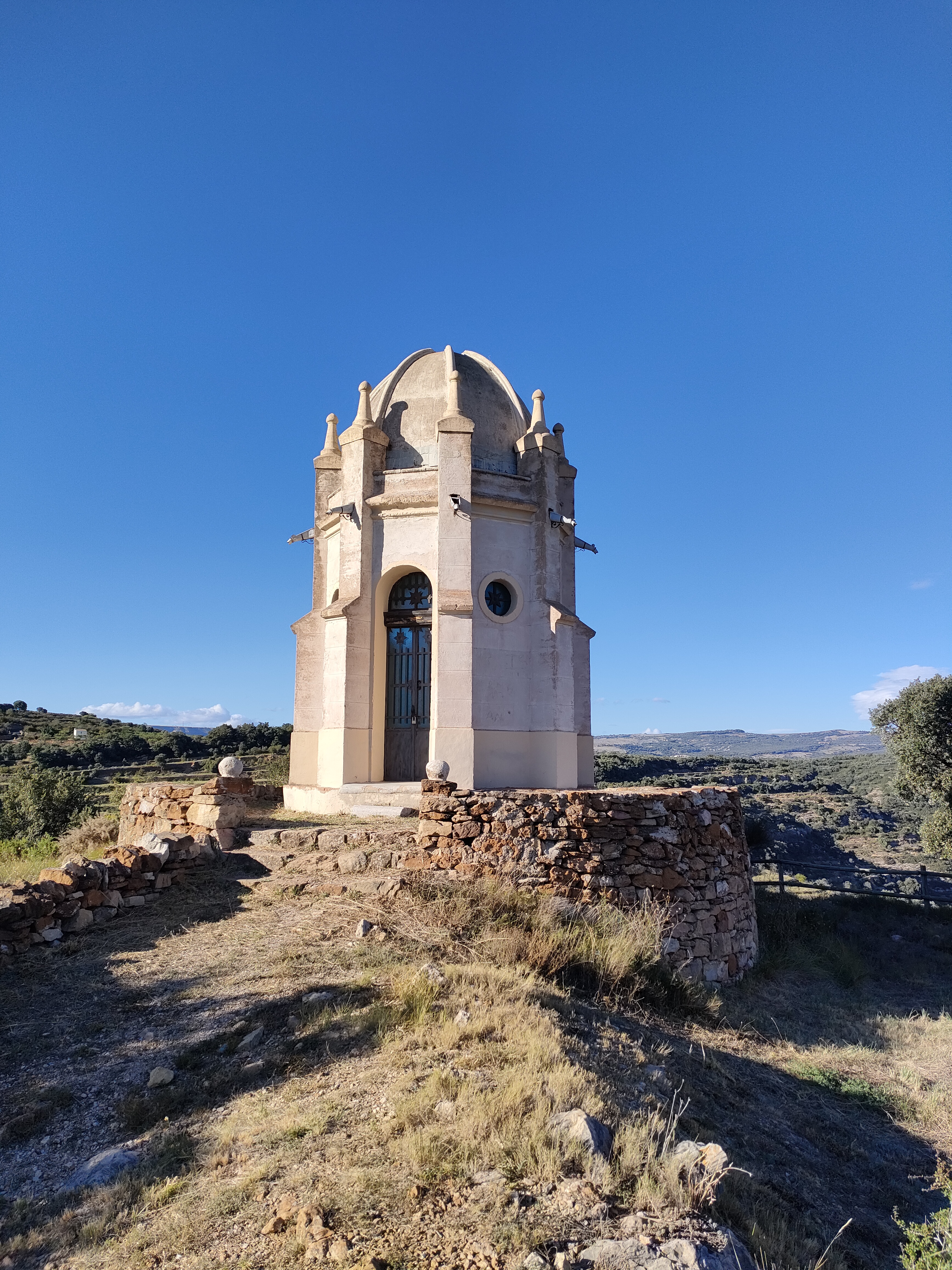
Magdalenkapelle
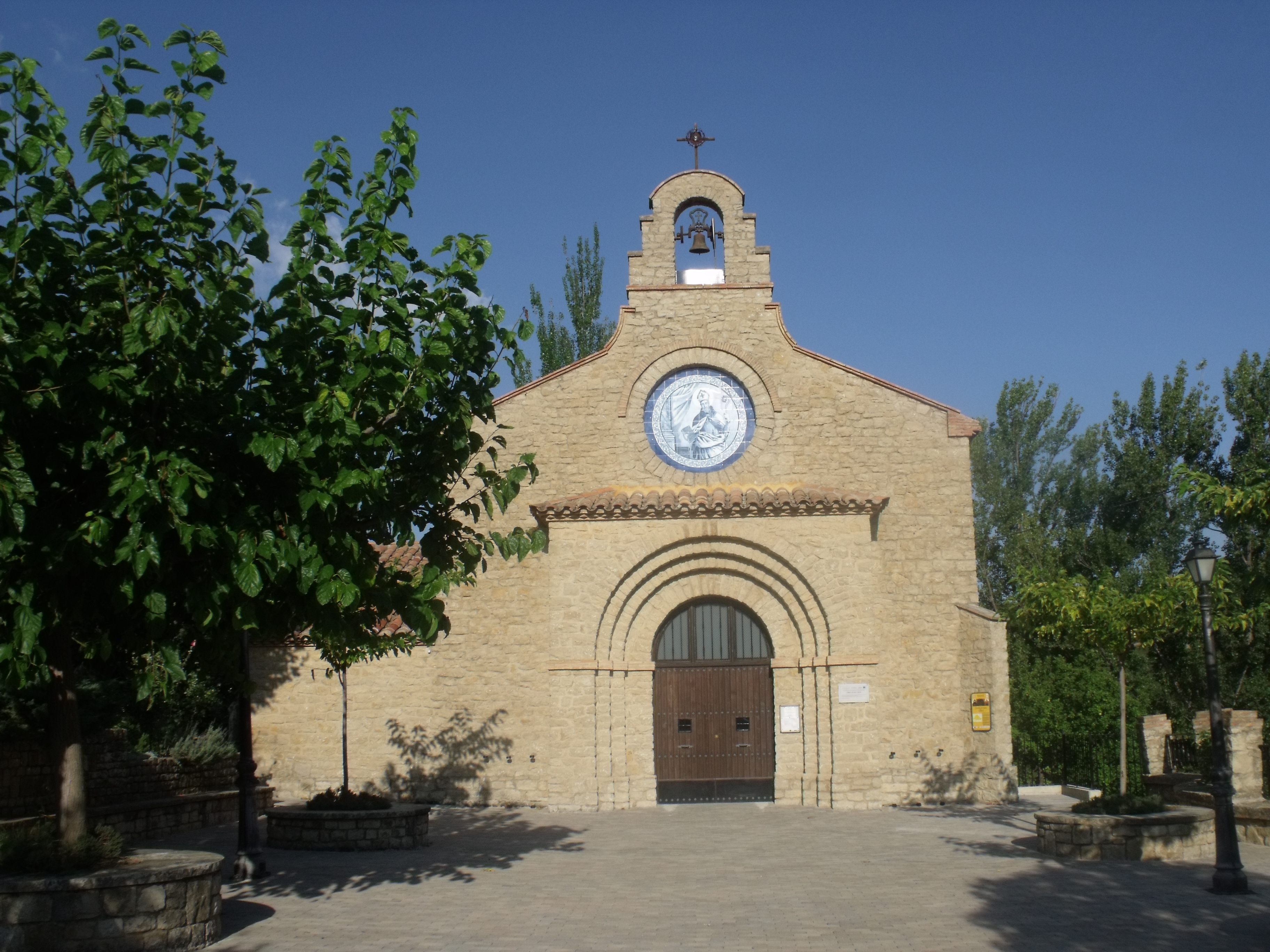
Liboriuskapelle
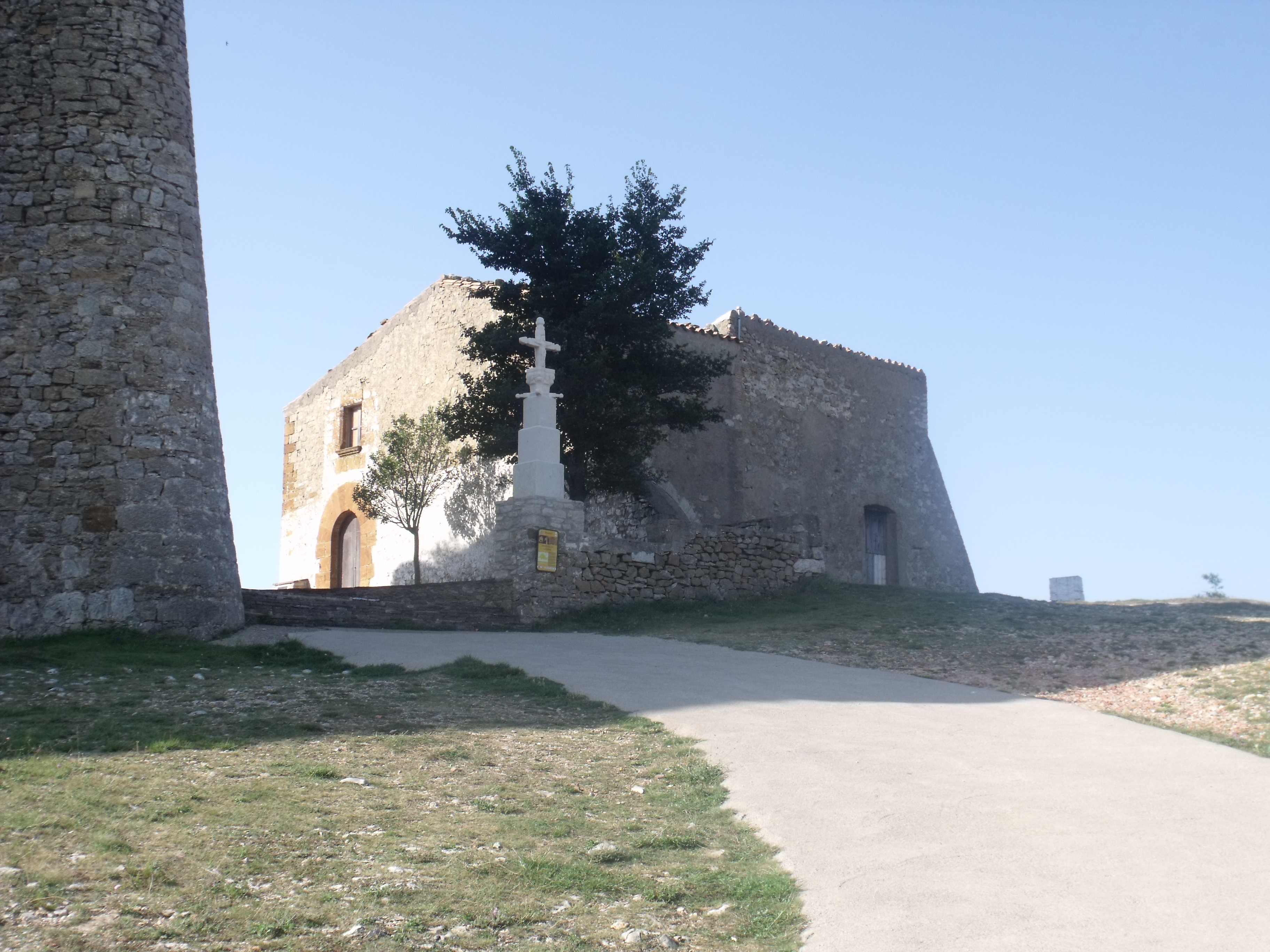
Christopheruskapelle
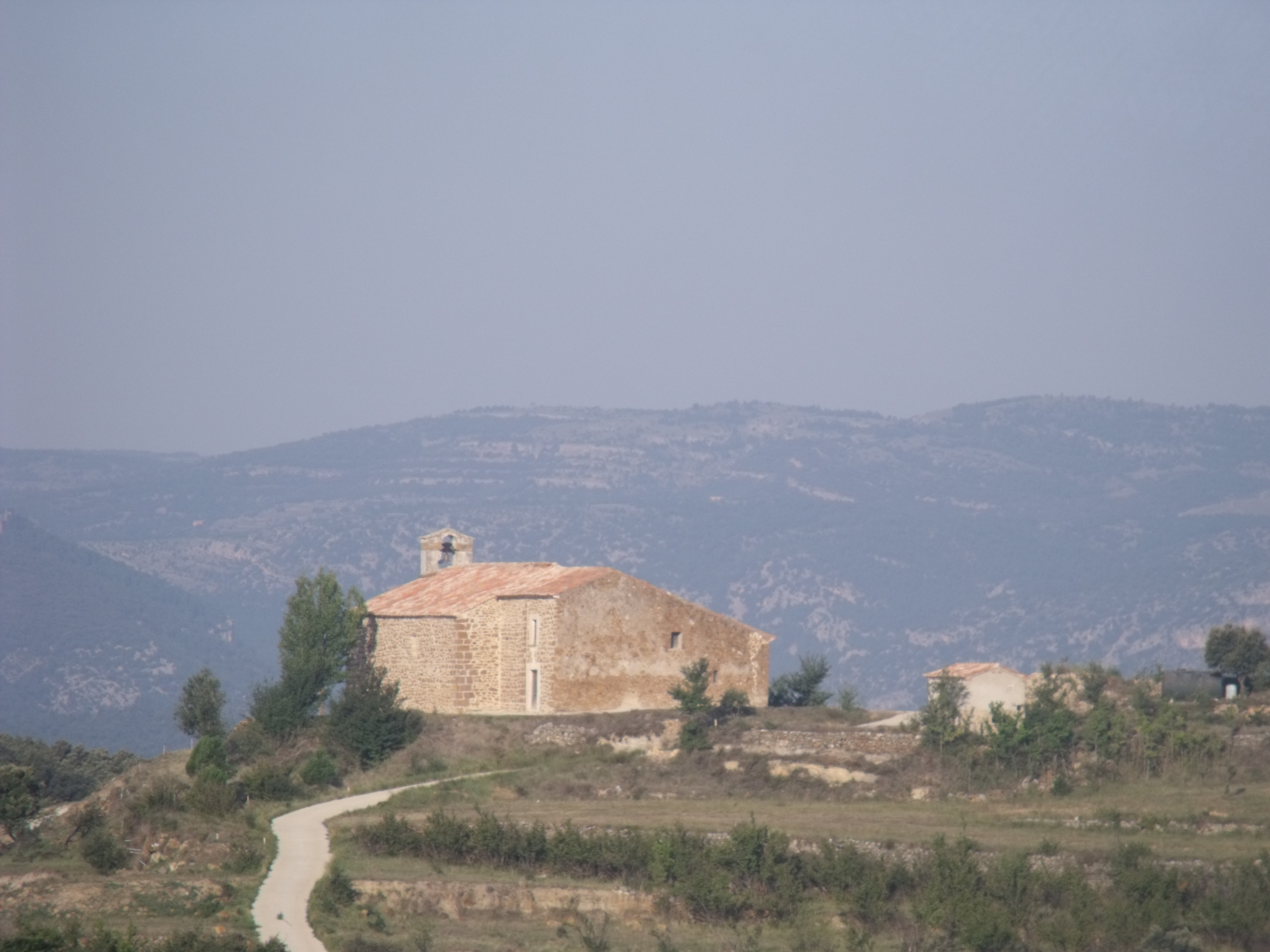
Rochuskapelle
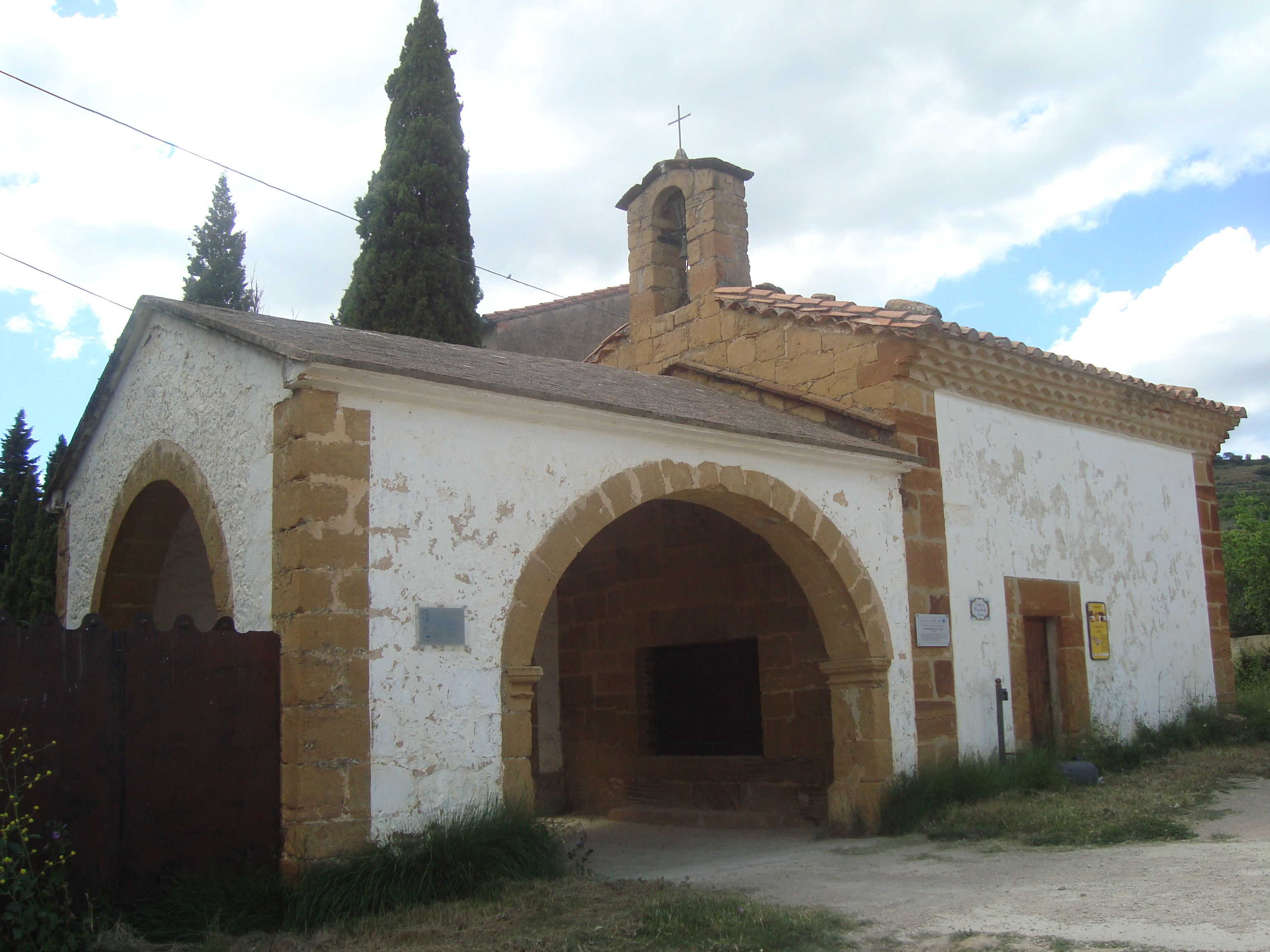
Kalvarienkapelle
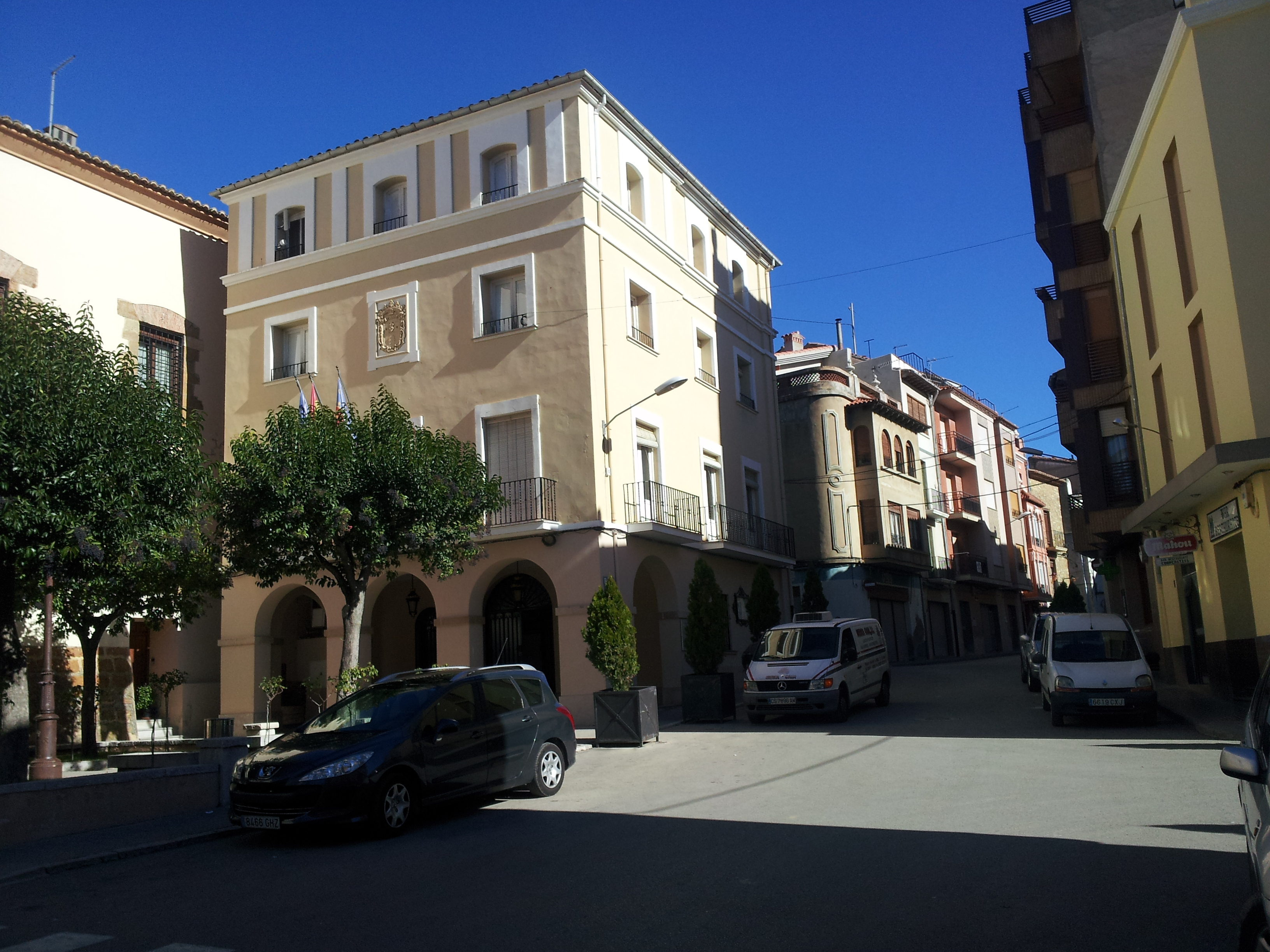
Rathaus

## Persönlichkeiten
- Perfecto Artola Prats (1904–1992), Musiker und Komponist